# Ā̀
Ā̀ (minuscule : ā̀), appelé A macron accent grave, est une lettre latine utilisée dans l’écriture du tagish.
Il s’agit de la lettre A diacritée d’un macron et d’un accent grave.

## Représentations informatiques
Le A macron accent grave peut être représenté avec les caractères Unicode suivants : 
- décomposé et normalisé NFC (latin étendu A, diacritiques) :

| formes    | représentations | chaînes de caractères | points de code | descriptions                                              |
| --------- | --------------- | --------------------- | -------------- | --------------------------------------------------------- |
| capitale  | Ā̀               | Ā◌̀                    | U+0100 U+0300  | lettre majuscule latine a macron diacritique accent grave |
| minuscule | ā̀               | ā◌̀                    | U+0101 U+0300  | lettre minuscule latine a macron diacritique accent grave |

- décomposé et normalisé NFD (latin de base, diacritiques) :

| formes    | représentations | chaînes de caractères | points de code       | descriptions                                                          |
| --------- | --------------- | --------------------- | -------------------- | --------------------------------------------------------------------- |
| capitale  | Ā̀               | A◌̄◌̀                   | U+0041 U+0304 U+0300 | lettre majuscule latine a diacritique macron diacritique accent grave |
| minuscule | ā̀               | a◌̄◌̀                   | U+0061 U+0304 U+0300 | lettre minuscule latine a diacritique macron diacritique accent grave |

## Sources
- « Tagish », sur Yukon Native Language Centre